# Mer

mer є підпрограмним забезпеченням; в цій системі немає ядра Linux та UI-подібного KDE Plasma Workspaces.

Mer — це вільне та відкрите програмне забезпечення, оптимізоване для мобільних пристроїв, що працюють на ОС Linux Також Mer є форком MeeGo. Mer функціонує на Qt/QML та HTML5.